# Quest for Glory
De Quest for Glory serie omvat een vijftal computerspellen ontwikkeld door Sierra On-line tussen 1989 en 1998. De spellen zijn uniek voor hun genre-overstijgende karakter, dat zowel elementen van avonturenspellen als rollenspellen bevat.
In elk spel uit de reeks bestuurt de speler een personage welke hijzelf een naam kan geven. Dit personage is een stille protagonist en is in de spellen aangeduid als Hero, wat Engels is voor held. Weinig is bekend over hem, behalve dat hij een jonge avonturier is die niets liever wil dan een held worden. Door de serie heen kan de speler zijn personage opbouwen en hem zijn vaardigheden laten ontwikkelen.

## Quest for Glory I: So You Want To Be A Hero (1989)
De protagonist arriveert in de Spielburg-vallei om zijn naam te vestigen en tot Held te worden uitgeroepen. Jaren geleden probeerde baron Von Spielburg de heks Baba Yaga te verdrijven. Dit mislukte, en in reactie werd Von Spielburg vervloekt. Zijn zoon en dochter verdwenen onder mysterieuze omstandigheden, en een georganiseerde groep struikrovers die zich ergens in de bergen hebben gevestigd maken alle handel onmogelijk. Het is aan de speler om de kinderen van de baron terug te vinden, Baba Yaga te verdrijven en de vloek die op de baron rust op te heffen.
In 1991 is een opgewaardeerde versie van dit spel uitgegeven. De grafische mogelijkheden die EGA biedt zijn uitgebreid naar VGA, wat onder andere inhoudt dat in plaats van 16 kleuren het spel nu in 256 kleuren te zien is. Ook maakt de nieuwe versie geheel gebruik van de muis, in plaats van het intypen van commando's met het toetsenbord.

## Quest for Glory II: Trial by Fire (1990)
Na tot Held te zijn uitgeroepen in Spielburg reist de hoofdrolspeler met drie vrienden naar de Arabische woestijnstad Shapeir. Hier moet hij de stad behoeden van magische elementale wezens. In de tweede helft van het spel reist hij naar de zusterstad van Shapeir, Raseir, om daar het brein achter de aanvallen uit te schakelen en Raseir te bevrijden van de regerende tirannie.

## Quest for Glory III: Wages of War (1992)
De tot prins van Shapeir benoemde Held reist met zijn vrienden Rakeesh en Uhura naar het Afrikaanse land Tarna, waar hij de taak op zich neemt een oorlog tussen twee vijandige stammen te voorkomen. Al snel wordt duidelijk dat een derde partij de touwtjes in handen heeft, er zijn namelijk demonen die de twee stammen tegen elkaar opzetten.

## Quest for Glory IV: Shadows of Darkness (1994)
In dit vierde deel in de reeks wordt onze held wakker in een donkere grot ergens in een Transsylvaans Oost-Europa. Hun problemen oplossen doet wonderen. Aanvankelijk is de plaatselijke bevolking erg sceptisch over onze held. Vampiers, zigeuners en legendarische figuren larderen het zeer uitgebreide verhaal, waarin je uiteindelijk op zoek moet naar vijf rituelen om de Dark One uit de dood te doen herrijzen. Wat als je het goed doet natuurlijk niet gaat gebeuren. Voor alle vier de typen spelpersonages zijn er verschillende verhaallijnen, wat het spel meerdere keren speelbaar maakt.

## Quest for Glory V: Dragon Fire (1998)
Het vijfde en laatste deel is het meest uitgebreid, en speelt in een klassieke (Griekse?) omgeving. Veel figuren uit voorgaande delen passeren weer de revue, en het uiteindelijke doel is zelfs met een van je oude tegen- of medestandsters te trouwen. Kennis van de mythologie strekt tot aanbeveling maar is niet per se noodzakelijk.

## Trivia
De allereerste uitgave van Quest for Glory I was getiteld Hero's Quest I: So You Want To Be A Hero. De naam is later gewijzigd vanwege een copyrightkwestie betreffende een gelijknamig bordspel. Op eenzelfde manier is de titel van Quest for Glory III later gewijzigd naar Seekers of the Lost City. In tegenstelling tot episode I is er van episode III nooit een tweede versie uitgebracht, en komt de titelwijziging dus enkel op papier voor.